# João Batista de Lacerda
João Batista de Lacerda (Campos dos Goytacazes, 12 de julho de 1846 — Rio de Janeiro, 6 de agosto de 1915) foi um médico e cientista brasileiro.

## Biografia
Formado médico pela Faculdade de Medicina da Universidade Federal do Rio de Janeiro, clinicava em sua cidade natal quando foi nomeado, pelo ministro da Agricultura, subdiretor da seção de antropologia, zoologia e paleontologia do Museu Nacional.
Mais tarde, foi eleito subdiretor do laboratório de fisiologia experimental, que ajudou a organizar em conjunto com Louis Couty. Nesta época, fez estudos pioneiros com o curare e os venenos de ofídios e anfíbios. Descobriu a ação neutralizadora do permanganato de potássio sobre a peçonha da cobra.
Dedicou-se também à microbiologia e a estudos sobre febre amarela. Foi diretor do Museu Nacional e presidente da Academia Nacional de Medicina. Foi autor de estudos sobre o homem fóssil do Brasil e em 1878 foi premiado com a medalha de bronze na exposição antropológica de Paris.
O antropólogo, médico João Baptista de Lacerda foi um dos principais expoentes da "tese do branqueamento racial" entre os brasileiros, tendo participado, em 1911, do Congresso Universal das Raças, em Londres. Esse congresso reuniu pessoas do mundo todo para debater o tema do racialismo e da relação das raças com o progresso das civilizações (temas de interesse corrente à época). Baptista levou ao evento o artigo Sur les métis au Brésil (Sobre os mestiços do Brasil, em português), em que defendia o fator da miscigenação como algo positivo, no caso brasileiro, por conta da sobreposição dos traços da raça branca sobre as outras, a negra e a indígena.
Em um trecho do referido artigo, Baptista afirma: "A população mista do Brasil deverá ter pois, no intervalo de um século, um aspecto bem diferente do atual. As correntes de imigração europeia, aumentando a cada dia mais o elemento branco desta população, acabarão, depois de certo tempo, por sufocar os elementos nos quais poderiam persistir ainda alguns traços do negro." Percebe-se, nitidamente, nesse trecho, o teor do anseio pelo branqueamento.
As correntes intelectuais que influenciavam o pensamento de Baptista e de outros defensores do eugenismo eram variadas e iam desde o determinismo de Henry Thomas Buckle e o darwinismo social de Spencer às teorias de Gobineau. Todas essas correntes, em grande parte, serviram como argumento para justificar a fase do neocolonialismo, que se incidiu sobre os continentes africano e asiático.
Um fato curioso da apresentação de Baptista no Congresso Universal das Raças foi a exibição de uma cópia do quadro "A Redenção de Cam", do pintor espanhol Modesto Brocos. Esse quadro foi concluído em 1895 e apresenta a imagem de uma família: à esquerda, uma senhora negra olhando para os céus em gesto de agradecimento, e uma mulher mestiça segurando uma criança branca; à direita, um homem branco observando a esposa e o filho.
A imagem do quadro transmite, categoricamente, a tese que Baptista defendia: o embranquecimento através das gerações. Brocos propõe a diluição da cor negra na sucessão de descendentes e insere, nessa sucessão, a "redenção", a "absolvição" de uma "raça amaldiçoada", isto é, a descendência de Cam, filho de Noé, que, no livro do Gênesis, é amaldiçoado pelo pai. A história de Cam, a despeito de seu simbolismo bíblico, foi interpretada à revelia pelo racialismo do século XIX, no qual Brocos estava envolto. O "escurecimento" dos descendentes de Cam teria desembocado na raça negra africana, que poderia ser redimida por meio da mistura com a raça branca europeia.